# Жуст Жакен
Жан-Луї Жуст Жакен (фр. Jean-Louis Just Jaeckin; 8 серпня 1940, Віші, Альє — 6 вересня 2022, Сен-Мало, Іль і Вілен) — французький режисер та фотограф, найбільш відомий створенням фільму «Еммануель» (1974).

## Життєпис
Народився 8 серпня 1940 року у Віші, департамент Альє. Із 7 до 15 років жив у Комбрі, Бретань. Навчавсь у вітрильній школі Гленан.
1958 року як фотограф поїхав до Алжиру, де саме йшла війна за незалежність, й пробув там 28 місяців, у тім числі й фотографуючи Ахмеда Бен Белла та аль-Махді Бен Барка. Працював на «Filipacchi» та «Mademoiselle Age tendre».
Пізніше знімав знаменитостей, у тім числі зробив відомий оголений знімок американської акторки Джейн Фонда. Публікувався у «Elle», «Marie Claire», «Vogue», «Sunday Times», «Queen», «Harper's Bazaar».
1974 року випустив свій перший фільм — «Еммануель» за однойменним романом Еммануель Арсан із Сільвією Крістель у головній ролі. Стрічка зазнала міжнародного успіху: 8 мільйонів переглядів у Франції та збори у 100 мільйонів доларів по всьому світу вивели стрічку до переліку найбільших успіхів французького кіно за кордоном.
Пізніше знімав інші еротичні фільми, такі як «Історія О» (1975) та «Коханець леді Чаттерлей» (1981), однак, такого ж успіху вже не досяг. 1984 року виступив режисером музичного відеокліпу на композицію «Who Wears These Shoes?» Елтона Джона.
2001 року разом з дружиною Анною, з якою мав спільну доньку Жулі, відкрили галерею у Парижі, де виставляли власні фотороботи та скульптури.
Жуст Жакен помер 6 вересня 2022 року у місті Сен-Мало, департамент Іль і Вілен (Бретань), після тривалої хвороби в 82-річному віці.

## Фільмографія
- 1974 — Еммануель (фр. Emmanuelle)
- 1975 — Історія О (фр. Histoire d'O)
- 1977 — Мадам Клод (фр. Madame Claude)
- 1978 — Останній романтичний коханець (фр. Le Dernier Amant romantique)
- 1979 — Приватні колекції (фр. Collections privées)
- 1980 — Дівчата (англ. Girls)
- 1981 — Коханець леді Чаттерлей (англ. Lady Chatterley's Lover)
- 1984 — Гвендолін (англ. Gwendoline)